# Claudia Blasberg
Claudia Blasberg, född den 14 februari 1975 i Dresden i Tyskland, är en tysk roddare.
Hon tog OS-silver i lättvikts-dubbelsculler i samband med de olympiska roddtävlingarna 2004 i Aten.